# عبد الرزاق جديد
عبد الرزاق جديد (بالفرنسية: Abderrazzak Jadid)‏ مواليد 1 يونيو 1983 في الفقيه بنصالح، المغرب، هو لاعب كرة قدم مغربي. يلعب كلاعب وسط مع فريق أي سي ريزاتو الإيطالي.

## المسيرة الاحترافية

### أندية لعب لها
- نادي بريشيا
- نادي بيزا
- نادي بيسكارا
- نادي باري
- نادي ساليرنيتانا
- نادي أويبن
- نادي فيتشينزا

## روابط خارجية
- عبد الرزاق جديد على موقع قاعدة بيانات كرة القدم.إي يو (الإنجليزية)
- عبد الرزاق جديد على موقع Soccerway.com (الإنجليزية)
- عبد الرزاق جديد على موقع عالم كرة القدم.نت (الإنجليزية)